# سیارک ۱۴۷۸
سیارک ۱۴۷۸ (به انگلیسی: 1478 Vihuri، نامگذاری:1938CF) هزار و چهارصد و هفتاد و هشتمین سیارک کشف شده‌است که در ۶ فوریه ۱۹۳۸ کشف شد.
قدر مطلق سیارک برابر ۱۲٫۶۳ است.